# 吉野昌甫
吉野 昌甫（よしの まさとし、1926年 - 2012年）は、日本の経済学者。一橋大学名誉教授。専攻は金融論、国際金融論、国際経済学。

## 人物
1926年に生まれる。旧制京華中学校（現京華中学高等学校）を経て、1948年に東京商科大学（現一橋大学）を卒業。大学では鬼頭仁三郎ゼミに所属していたが、鬼頭が死去したため小泉明ゼミナールに参加するも小泉が病気になり、中山伊知郎ゼミに入った。1953年に茨城大学文理学部助教授となり、1959年に一橋大学商学部助教授へ移籍する。1967年に同大学経済学部教授となる。1989年に定年退官した。同年に東洋大学経営学部教授となった後に、1995年に駿河台大学経済学部教授に就任する。同大学では、1997年に設立された経済研究所の設立に尽力し、初代研究所長を務めた。2003年11月瑞宝中綬章受章。2012年正四位。
ゼミ生に、オーム乳業社長などを務めた公認会計士の永利新一や、フィデリティ退職・投資教育研究所所長の野尻哲史などがいる。

## 著書
- 『現代金融論』（共訳,日本評論社, 1967年）
- 『国際金融論』（編著,有斐閣, 1979年）
- 『低成長経済と中小企業金融』（単著,日本経済評論社, 1979年）
- 『貿易・為替小辞典 』（編著,有斐閣, 1983年）
- 『信用金庫』（単著,日本経済新聞社, 1989年）
- 『コーポレート・ファイナンス』（責任編集,経済法令研究会, 1989年）
- 『新国際金融論』（編著,有斐閣, 1993年）
- 『外国為替入門』（編著,有斐閣, 1993年）
- 『金融・経済用語辞典』（監修,経済法令研究会, 2005年）